# 羅斯蘭鎮區 (明尼蘇達州坎迪約希縣)
羅斯蘭鎮區（英語：Roseland Township）是位於美國明尼蘇達州坎迪約希縣的一個行政鎮區。

## 歷史
羅斯蘭鎮區於1889年設立，得名自「花園」的瑞典語。

## 地方資料
羅斯蘭鎮區的面積為91.27平方千米，當中陸地面積為91.23平方千米，而水域面積為0.04平方千米。根據2020年美國人口普查的數據，當地共有人口353人，而人口密度為每平方千米3.87人。